# Bradysia subconfinis
Bradysia subconfinis är en tvåvingeart som beskrevs av Werner Mohrig och Boris Mamaev 1985. Bradysia subconfinis ingår i släktet Bradysia och familjen sorgmyggor. Inga underarter finns listade i Catalogue of Life.